# Jonas Torpadius
Jonas Torpadius, född 24 juni 1675 i Torpa socken, död 26 mars 1715 i Kristbergs socken, var en svensk präst.

## Biografi
Jonas Torpadius föddes 1675 i Torpa socken. Han var son till kyrkoherden Israel Torpadius och Margareta Hval. Torpadius studerade i Linköping och blev 12 december 1696 student vid Uppsala universitet. Han prästvigdes 20 maj 1702 och blev 1708 komminister i Skänninge församling. Torpadius blev 1712 kyrkoherde i Kristbergs församling. Han avled 1715 i Kristbergs socken.

### Familj
Torpadius gifte sig första gången 3 juni 1708 med Margareta Nyman (1680–1710). Hon var dotter till rådmannen Jöns Larsson Nyman och Sara Noije i Skänninge. Margareta Nyman hade tidigare varit gift med kyrkoherden Joannes Wesselius i Svanshals socken. Torpadius och Nyman fick tillsammans dottern Sara (1709–1710).
Torpadius gifte sig andra gången 6 augusti 1712 med Margareta Bark. Hon var dotter till kyrkoherden Johannes Barck och Brita Broddesdotter i Barkeryds socken. Margareta Bark hade tidigare varit gift med kyrkoherden Johannes Rammelius i Kristbergs socken. Torpadius och Bark fick tillsammans dottern Brita Margareta. Efter Torpadius död gifte Margareta Bark om sig med kyrkoherden Petrus Knoop i Skeppsås socken.